# Champagnole
Champagnole is een gemeente in het Franse departement Jura (regio Bourgogne-Franche-Comté). De gemeente telde 8.035 inwoners op 1 januari 2022. De plaats maakt deel uit van het arrondissement Lons-le-Saunier.
Champagnole heeft een industrieel verleden (metaalnijverheid, meubel- en speelgoedmakerij). De gemeente geldt als een toegangspoort van het natuurgebied Parc naturel régional du Haut-Jura.
In de gemeente ligt spoorwegstation Champagnole.

## Geografie
De oppervlakte van Champagnole bedroeg op 1 januari 2022 20,18 vierkante kilometer; de bevolkingsdichtheid was toen 398,2 inwoners per km². De Ain stroomt door de gemeente. Het centrum ligt op 540 m hoogte aan de voet van de Mont Rivel (812 m).
De onderstaande kaart toont de ligging van Champagnole met de belangrijkste infrastructuur en aangrenzende gemeenten.

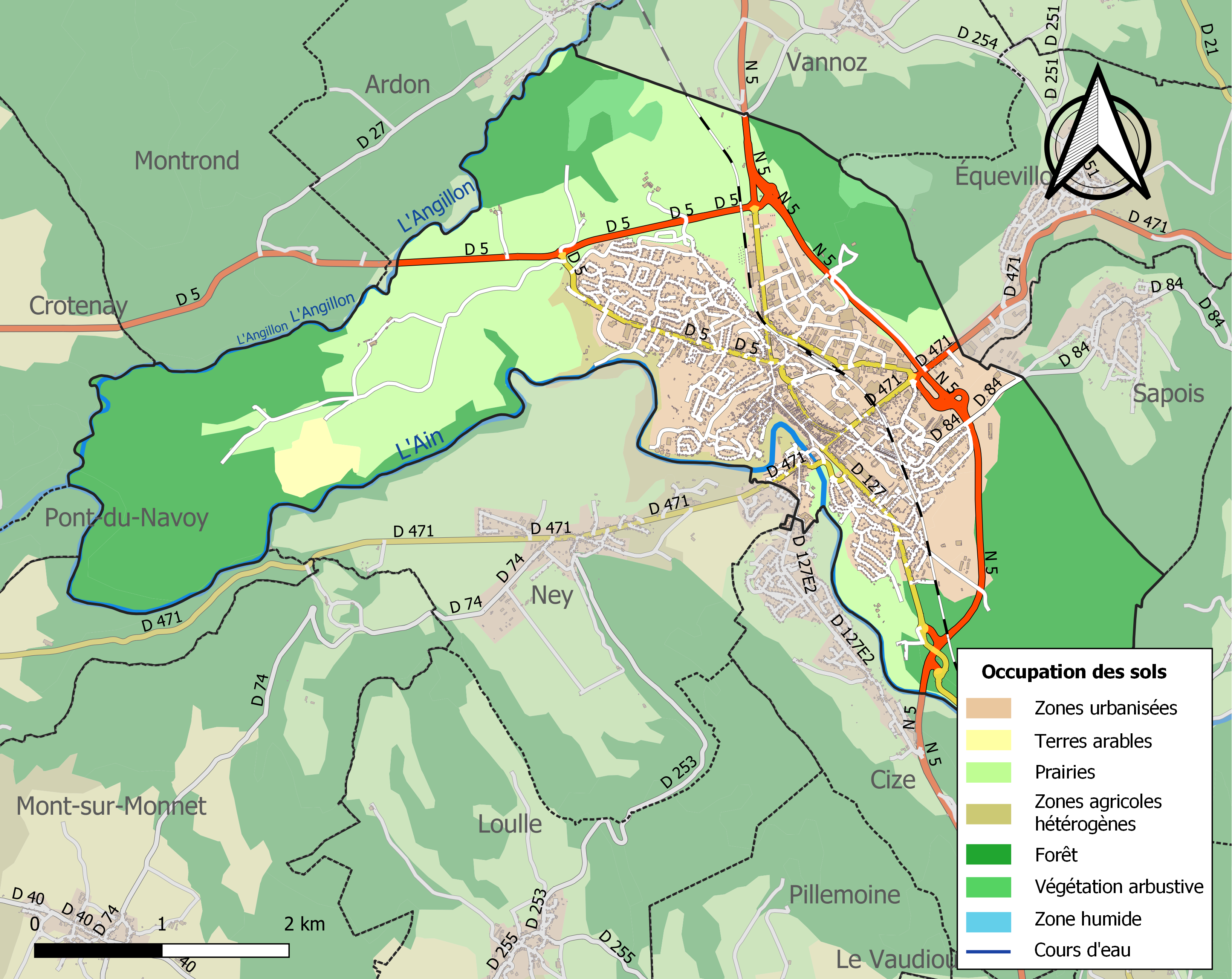

## Demografie
Onderstaande figuur toont het verloop van het inwonertal (bron: INSEE-tellingen).

## Bezienswaardigheden
- Kerk Saint-Cyr et Sainte Julitte (1755) met een barokke retabel uit de 17e eeuw en een orgel uit 1721
- Archeologisch museum

## Sport
Champagnole was drie keer etappeplaats in de wielerkoers Ronde van Frankrijk, waarbij het twee keer aankomstplaats was. De Belg Sylvère Maes (1937) en de Deen Søren Kragh Andersen (2020) wonnen in Champagnole.  

## Geboren
- David Sauget (1979), voetballer
- Quentin Fillon Maillet (1992), biatleet